# Minotauro
El Minotauro (del griego Μινώταυρος, Minṓtauros, esto es, «el toro de Minos») es un monstruo de la mitología griega, con cuerpo de hombre y cabeza de toro. De nombre Asterio o Asterión,  era hijo de Pasífae y el toro de Creta. Fue encerrado en un laberinto diseñado por el artesano Dédalo, hecho expresamente para retenerlo, ubicado en la ciudad de Cnosos en la isla de Creta. Durante muchos años, siete hombres y otras siete mujeres eran llevados al laberinto como sacrificio para ser el alimento de la bestia, hasta que la vida de este terminó a manos del héroe Teseo. Los catorce jóvenes eran internados en el laberinto, donde vagaban perdidos hasta ser encontrados por el Minotauro. El mito tiene su versión más completa en la Biblioteca mitológica de Apolodoro.

## Nacimiento del Minotauro

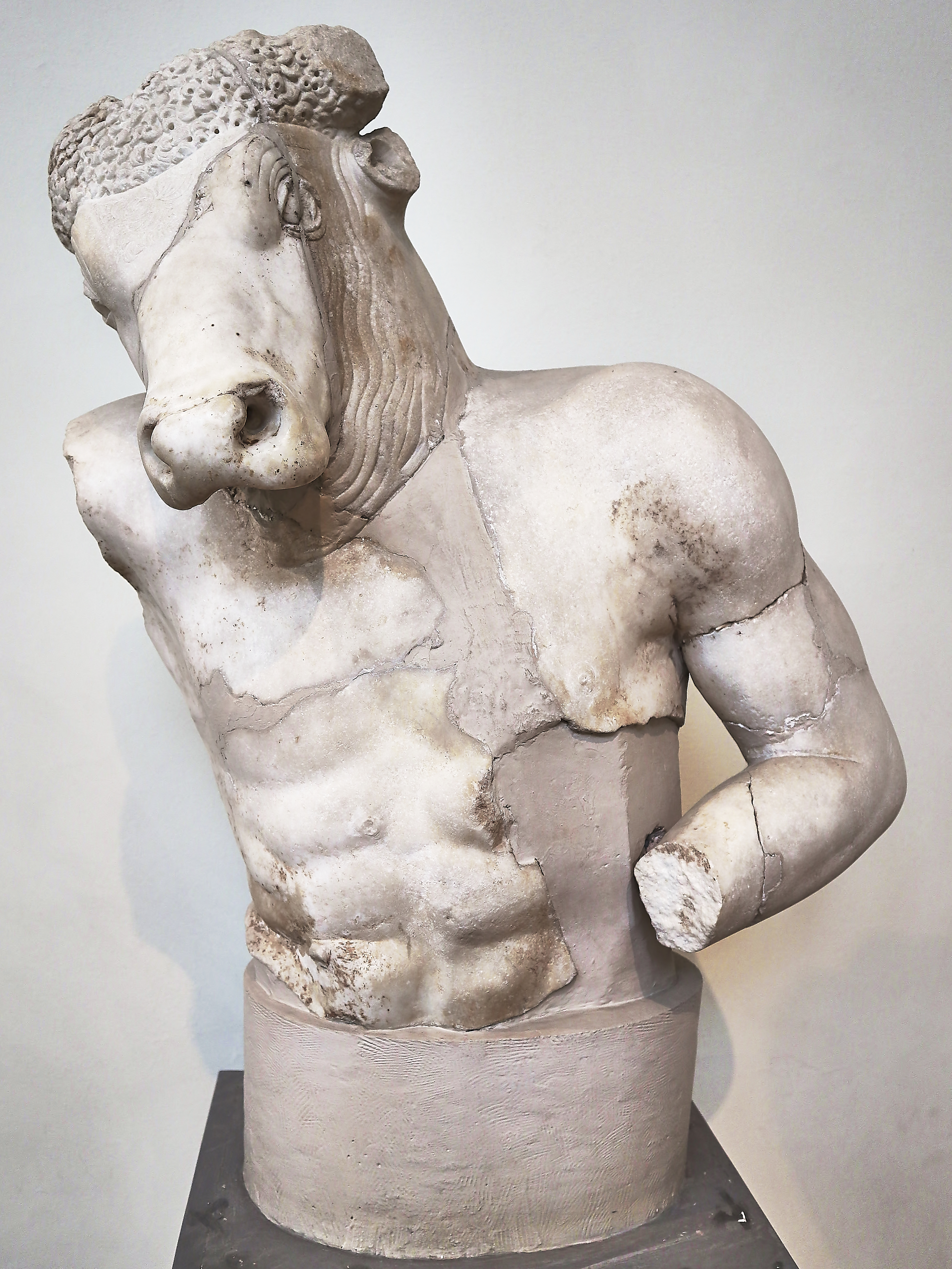
Busto del Minotauro en el Museo Arqueológico Nacional de Atenas.

Asterión pasaba formalmente por ser un hijo de Minos y Pasífae.  Existían varias versiones acerca de la afrenta que ocasionó que la esposa de Minos, Pasífae, tuviese la necesidad de unirse al Toro de Creta sintiendo por él una pasión insensata la cual llevó a su embarazo. La versión más extendida dice que Minos, hijo de Zeus, pidió apoyo al dios Poseidón para que su gente lo aclamara como un temprano rey, ya que su padre Asterión era el antiguo rey ya difunto de Creta. Poseidón lo escuchó e hizo salir de los mares un hermoso toro blanco, al cual Minos prometió sacrificar en su nombre. Sin embargo, al quedar Minos maravillado por las cualidades del hermoso toro blanco, lo ocultó entre su rebaño y sacrificó a otro toro en su lugar esperando que el dios del océano no se diera cuenta del cambio. Al saber esto Poseidón, se llenó de ira, y para vengarse, inspiró en Pasífae un deseo tan insólito como incontenible por el hermoso toro blanco que Minos guardó para sí.
Para consumar su unión con el toro, Pasífae requirió la ayuda de Dédalo, que construyó una vaca de madera recubierta con piel de vaca auténtica para que ella se metiera. El toro yació con ella, creyendo que era una vaca de verdad. De esta unión nació el Minotauro.

## El laberinto de Creta
El Minotauro solo comía carne humana, y conforme crecía se volvía más salvaje. Cuando el monstruo se hizo incontrolable, Dédalo construyó el laberinto de Creta, una estructura gigantesca compuesta por cantidades incontables de pasillos que iban en distintas direcciones, entrecruzándose entre sí, de los cuales solo uno conducía al centro de la estructura, donde el Minotauro fue abandonado.
A la par que el laberinto encerraba al Minotauro, uno de los hijos de Minos, Androgeo, fue asesinado en Atenas después de una competición olímpica donde quedó campeón. El rey de Creta declaró la guerra a los atenienses. Minos atacó el territorio ateniense y, ayudado por la peste que azotó a los asediados, conquistó Megara e hizo rendir a Atenas. La victoria de Minos imponía varias condiciones por la rendición, y se dice que el oráculo de Delfos fue quien aconsejó a los atenienses ofrecer un tributo a Creta. Así, una de las condiciones emergentes era entregar siete efebos y siete doncellas como sacrificio para el Minotauro. Existen varias versiones conocidas acerca de la frecuencia de este tributo: cada año, cada tres años o cada nueve años. Los catorce jóvenes eran internados en el laberinto, donde vagaban perdidos durante días hasta encontrarse con el Minotauro, sirviéndole de alimento.

## La llegada de Teseo a Creta

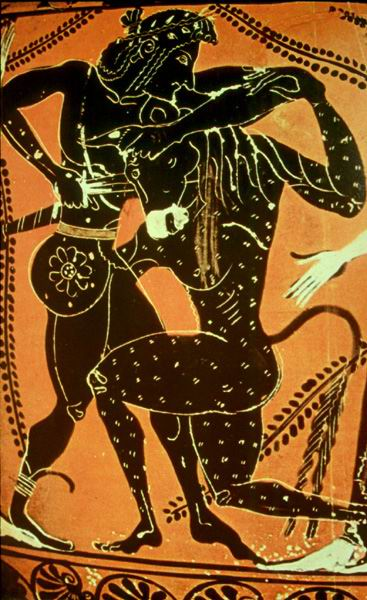
Teseo luchando con el Minotauro.

Años después de impuesto el castigo a los atenienses, Teseo, hijo de Egeo, se dispuso a matar al Minotauro y así liberar a su patria de Minos y su condena. Se cuentan dos cosas acerca de cómo llegó Teseo a introducirse en el laberinto de Creta. Unos dicen que después de ayudar a Egeo contra los Palántidas, Teseo se enteró del sacrificio de los jóvenes y decidió él mismo ser parte de la ofrenda para enfrentarse a la bestia. Otra narración dice que era el propio Minos quien elegía a los jóvenes que servirían de alimento al Minotauro, y, enterado del aprecio que sentía Egeo por Teseo, quiso que este fuera devorado en el laberinto. Era la tercera vez que catorce jóvenes atenienses, siete efebos y siete doncellas, iban a ser sacrificados en favor del monstruo, cuando Teseo llegó a Creta, 18 años después de iniciado el terror del Minotauro.
Al llegar a Creta, los jóvenes fueron presentados a Minos. Teseo entonces fue cuando conoció a Ariadna, hija del rey, quien se enamoró de él, la princesa rogó a Teseo que se abstuviera de luchar contra el Minotauro, pues eso le llevaría a una muerte segura, pero Teseo la convenció de que él podía vencerlo. Ariadna, viendo la valentía del joven, se dispuso a ayudarlo, e ideó un plan que ayudaría a Teseo a encontrar la salida del laberinto en caso de que derrotara a la bestia. En realidad, ese plan fue solicitado por parte de Ariadna a Dédalo, quien se las había ingeniado para construir el laberinto de tal manera que la única salida fuera usar un ovillo de hilo, el cual Ariadna le entregó a Teseo para que, una vez que hubiera ingresado en el laberinto, atara un cabo del ovillo a la entrada. Así, a medida que penetrara en el laberinto el hilo recordaría el camino y, una vez que hubiera matado al Minotauro, lo enrollaría y encontraría la salida.

## El final del Minotauro
Teseo recorrió el laberinto hasta que se encontró con el Minotauro, lo mató y para salir de él, siguió de vuelta el hilo que Ariadna le había dado.
Las historias no concuerdan siempre entre sí en cómo pasó lo anterior. No está claro, por ejemplo, qué relación había entre Teseo y Ariadna. Lo cierto es que ambos confabularon contra Minos para terminar con la vida del Minotauro, que tenía encerrado en el laberinto y escapar de Creta. Pudo haber sido solo el amor que se tenían, o el que ella sentía por Teseo, o simplemente que Teseo le había prometido a Ariadna sacarla de Creta y llevarla consigo. Del mismo modo hay versiones y múltiples representaciones que explican que Teseo dio muerte al Minotauro no usando sus manos desnudas, sino con ayuda de una espada que le proporcionaría secretamente Ariadna junto con el ovillo antes de entrar al laberinto. Según esto, Ariadna había sido aconsejada por Dédalo, el constructor del laberinto. Sin embargo, otras fuentes indican que Teseo mató al Minotauro a puñetazos, mientras otras fuentes dicen que Teseo mató al Minotauro clavándole su propio cuerno. No hay unanimidad ni siquiera en cómo fue que Teseo logró salir del laberinto, aunque la forma más generalizada es por medio del hilo de Ariadna (que ha inspirado la figura retórica del mismo nombre), pero otras historias dicen que Teseo logró escapar gracias a la luz de la corona de oro que obtuvo de Anfitrite en una aventura en el mar, la cual lo guio en el laberinto.

## En las artes y la cultura popular

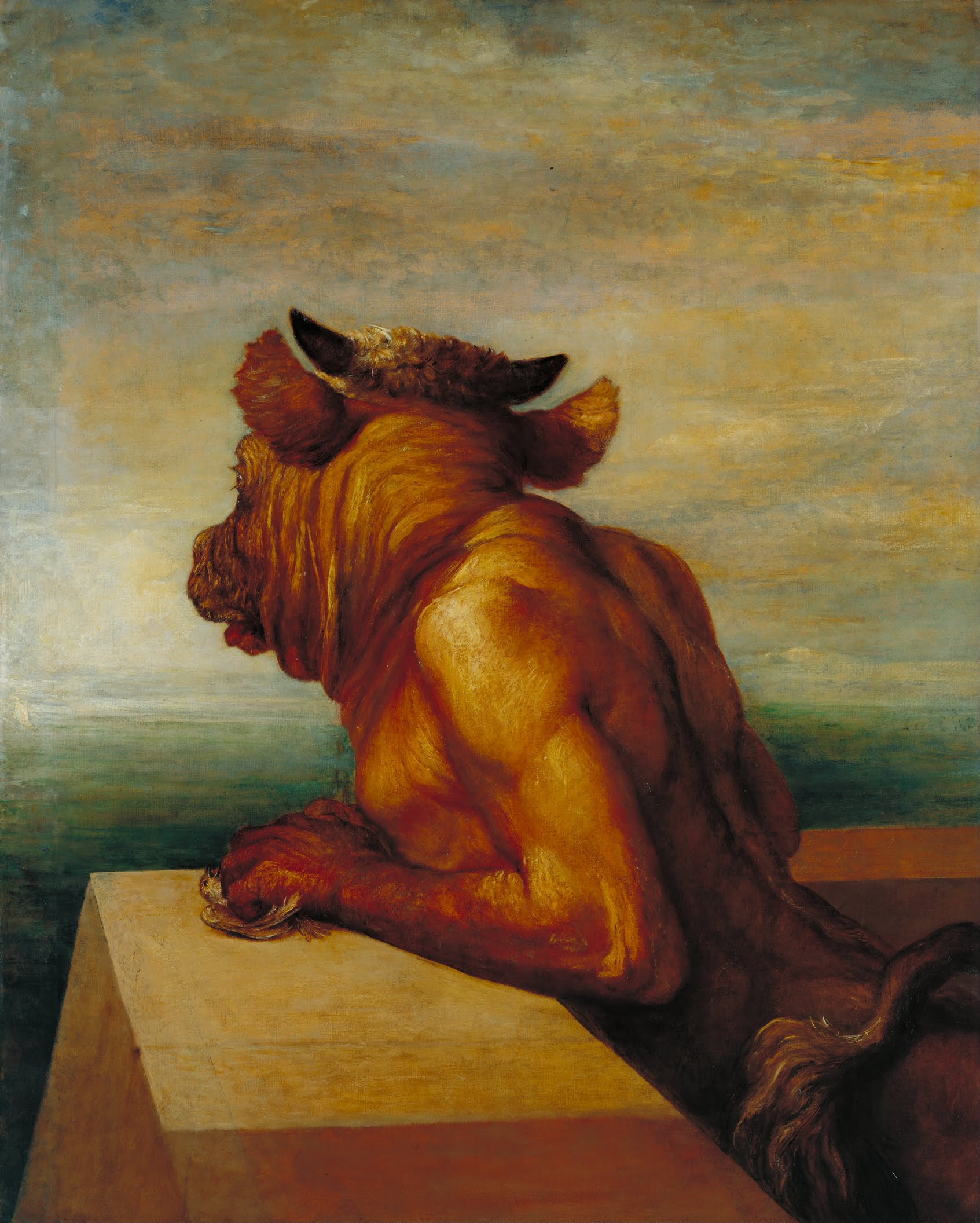
El Minotauro (1885), de George F. Watts.

- Carlo Lapucci ha señalado la relación del mito del Minotauro con cuentos como La bella y la bestia.[11]

- Jorge Luis Borges elaboró una recreación poética del mito en su cuento «La casa de Asterión». También este mismo autor tiene un poema que describe esta misma historia titulado «El hilo de la fábula».

- A su vez, Julio Cortázar escribió su obra de teatro «Los Reyes» creando una nueva versión de este mismo mito. En ella, el minotauro es un ser benevolente y es Teseo quien, despojado de toda humanidad, acaba con él.
- Aparece en la película de 1960 El monstruo de Creta
- En el film Simbad y el ojo del tigre aparece como un autómata de bronce
- En el videojuego Age of Mythology el minotauro puede ser usado como una unidad y ser convocado por medio de templos, a su vez, hay un personaje con forma de minotauro (Camos).

- Como una de las figuras fantásticas más conocidas, el Minotauro forma parte de una gran cantidad de universos de ficción en la literatura, los juegos y el entretenimiento contemporáneo en general. Aparece sobre todo en los distintos juegos de rol y mundos del género épico[12]

- En Assassin's Creed: Odyssey el minotauro resulta ser una persona con su material genético modificado.[13]

- En el videojuego para dispositivos móviles Fate/Grand Order el minotauro es llamado Asterios y tiene la forma de un hombre joven de gran estatura, además de contar con un par de cuernos asomando de su cabeza.

- Una raza de Warcraft introducida en el tercer juego tiene una apariencia basada en el minotauro: Los tauren.
- En el videojuego de Altered Beast , hay una transformación de un Minotauro.